# Mosquée Al-Imane de Lille
La mosquée Al-Imane est située au 59 rue de Marquillies, dans le quartier Lille-Sud à Lille. Elle est aussi appelée la Grande mosquée de Lille.
Ce site est desservi par la station de métro Porte d'Arras.

## Description
La structure administrative qui la gère et à qui elle doit sa création est la ligue islamique du Nord. Elle accueille, en son sein, l'institut culturel Al-Imane (au 1er étage) et le lycée musulman Averroès qui a ouvert ses portes en septembre 2003 et dispose de six classes. Le lycée Averroès a signé le 22 décembre 2011 l'acte d'achat de l'ancien centre de formation et d'apprentissage de la Chambre des métiers de Lille Sud à 500 mètres de la mosquée Al-Imane, où il déménage pour la rentrée 2012-2013. Son recteur et imam actuel est Amar Lasfar qui est également le président du Conseil régional du culte musulman du Nord-Pas-de-Calais. En février 2015, un professeur de philosophie est contraint de démissionner après avoir rédigé un article soutenant Charlie Hebdo dans le quotidien Libération,,.
À sa droite (au 61 de la même rue) se trouve la librairie Dar Al Imane qui lui est affiliée.